# Toda nudez será castigada
Toda nudez será castigada es una obra de teatro escrita por Nelson Rodrigues en 1965, Se estrenó el 21 de junio de 1965 en el teatro Serrador de Río de Janeiro bajo la dirección del polaco Ziembinski, que en 1943 ya había dirigido el montaje de estreno de Vestido de noiva también de Nelson Rodrigues.
La obra fue de definida por el propio autor como una «obsesión en tres actos» y su tema principal es la hipocresía de las familias tradicionales.

## Sinopsis
Herculano, perteneciente a una familia conservadora de tías habladoras y beatas, enviuda quedando a cargo de un hijo. Este hijo, Serginho, le pide a su padre que jure que nunca más va a casarse y este lo hace. Patrício, hermano de Herculano, endeudado con mujeres y juego, consigue presentar al hermano una prostituta, de la que se enamora. Él y Geni, una mujer que vive obsesionada con morir de cáncer de mama. Contra todos y todo, Herculano se casa con Geni y la lleva a vivir consigo a la mansión de la familia. Allí conoce a Serginho, de quien se enamora. Serginho pretende acabar con el matrimonio del padre a toda costa y, a pesar de sus tendencia homosexuales, mantiene una relación con la madrastra.

## Personajes
- Herculano: hombre conservador que, al enviudar, perdió la alegría de vivir.
- Geni: prostituta que vive con la obsesión de morir de cáncer de mama.
- Patricio: hermano de Herculano y hombre de mundo. Vividor que apuesta en los caballos y se codea con prostitutas. Está en la ruina.
- Serginho: hijo de Herculano con tendencias homosexuales y que no soporta la muerte de la madre
- Tres tías (1, 2 y 3): conservadoras, beatas, chismosas. Viven cuidando a los hombres de la familia.
- Odésio: especie de factotum del prostíbulo donde vive Geni.
- Nazaré: criada negra de la casa.

También aparecen otros personajes como el médico, el cura y el comisario.

## Narración
En Toda nudez..., Nelson opta por narrar los hechos desde la óptica de uno de sus personajes, del mismo modo que en textos como Boca de ouro, Vestido de noiva, Valsa nº 6 y Bonitinha, mas ordinária. Esto supone que lo que se ve en escena nunca es la verdad de los hechos, sino el punto de vista del personaje según las circunstancias en las que se encuentra en el momento de la narración.
En esta obra, Geni narra los acontecimientos de la obra mediante una grabación. En la primera escena, Herculano llega a casa y recibe, de manos de la criada, una cinta. Tras colocarla, oye la siguiente frase: «Herculano, quem te fala é una morta». A partir de ese instante, los hechos siguen narrados por Geni e imaginados por Herculano. A esta narración se suman fragmentos de memoria del propio protagonista que se articulan con los de su esposa suicida.

## Problemas
El 15 de mayo de 1965, apenas un mes antes del estreno, apareció publicado un artículo firmado por Célia Maria en la revista Fatos & Fotos titulado «A Peça da Discordia» (La obra de la discordia). En él se afirmaba que había habido actrices que había rechazado el papel de la prostituta Geni.

Depois da leitura das três primeiras páginas, tive a convicção de que jamais poderia interpretá-lo (o papel de Geni). A personagem principal me repugnou. Nelson Rodrigues é o maior comerciante do teatro. É o dono absoluto da indústria do sensacionalismo
Tras la lectura de las tres primeras páginas, supe con seguridad que nunca podría interpretarlo [el papel de Geni]. El personaje principal me repugnó. Nelson Rodrigues es el mayor comerciante del teatro. Es el dueño absoluto de la industria del sensacionalismo
Gracinda Freire 

Nelson queria que eu assinasse o contrato sem ler a peça. Li e recusei. Não por uma questão de puritanismo, mas de categoria. A peça é ruim.
Nelson quería que firmara el contrato sin haber leído la obra. La leí y me negué. No por una cuestión de puritanismo, sino de categoría. La obra es mala.
Teresa Rachel 

Fernanda Montenegro también rechazó la invitación alegando compromisos ya firmados. Finalmente, el papel fue realizado por Cleyde Yaconis, quien ganó un premio Molière por su interpretación.